# Don't Let Me Get Me
Don't Let Me Get Me è un singolo della cantante statunitense Pink, pubblicato il 18 febbraio 2002 nel suo paese natale come secondo estratto dal secondo album in studio Missundaztood. In Australia viene pubblicato il successivo 1 aprile, nei paesi europei tra maggio e giugno come singolo estivo.
Il brano contiene un campionamento di Faithfully dei Journey.

## Video musicale
Il video musicale, diretto da Dave Meyers, mostra la cantante nei panni una liceale molto diversa dalle altre, e pertanto esclusa dal gruppo. Nella sequenza successiva si vede Pink nello studio di un manager discografico che le sta spiegando cosa va cambiato nella sua immagine e infatti nella sequenza successiva la si vede con un look completamente diverso, anche se sempre insofferente. Dopo che le sono state date le ultime sistemate al vestito e ai capelli, Pink sale sul palcoscenico e finisce di cantare il brano.

## Tracce
CD singolo
1. Don't Let Me Get Me (Radio Edit) – 3:30
2. Get the Party Started (Redman Remix Clean Radio Edit) – 4:03

CD maxi-singolo
1. Don't Let Me Get Me (Radio Mix) – 3:31
2. Don't Let Me Get Me (John Shanks Remix) – 3:16
3. Don't Let Me Get Me (Maurice's Nu Soul Mix) – 6:03
4. Get the Party Started/Sweet Dreams – 4:05
5. Don't Let Me Get Me (Video) (Bonus)

CD singolo (Australia)
1. Don't Let Me Get Me (Radio Mix) – 3:32
2. Don't Let Me Get Me (John Shanks Remix) – 3:12
3. There You Go (Live from Sydney) – 3:09
4. Don't Let Me Get Me (Juicy Horn Mix) – 9:32

## Classifiche

### Classifiche settimanali
| Classifica (2002) | Posizione massima |
| ----------------- | ----------------- |
| Australia         | 8                 |
| Austria           | 10                |
| Belgio (Fiandre)  | 6                 |
| Belgio (Vallonia) | 30                |
| Brasile           | 2                 |
| Canada            | 20                |
| Danimarca         | 4                 |
| Finlandia         | 13                |
| Francia           | 42                |
| Germania          | 10                |
| Irlanda           | 5                 |
| Italia            | 6                 |
| Norvegia          | 7                 |
| Nuova Zelanda     | 1                 |
| Paesi Bassi       | 11                |
| Regno Unito       | 6                 |
| Stati Uniti       | 8                 |
| Stati Uniti (pop) | 1                 |
| Svezia            | 5                 |
| Svizzera          | 10                |
| Ungheria          | 9                 |

#### Classifiche di fine anno
| Classifica (2002) | Posizione |
| ----------------- | --------- |
| Australia         | 71        |
| Austria           | 58        |
| Belgio (Fiandre)  | 54        |
| Paesi Bassi       | 80        |
| Regno Unito       | 83        |
| Stati Uniti       | 36        |
| Svezia            | 25        |
| Svizzera          | 46        |